# 長松院 (伊達吉村正室)

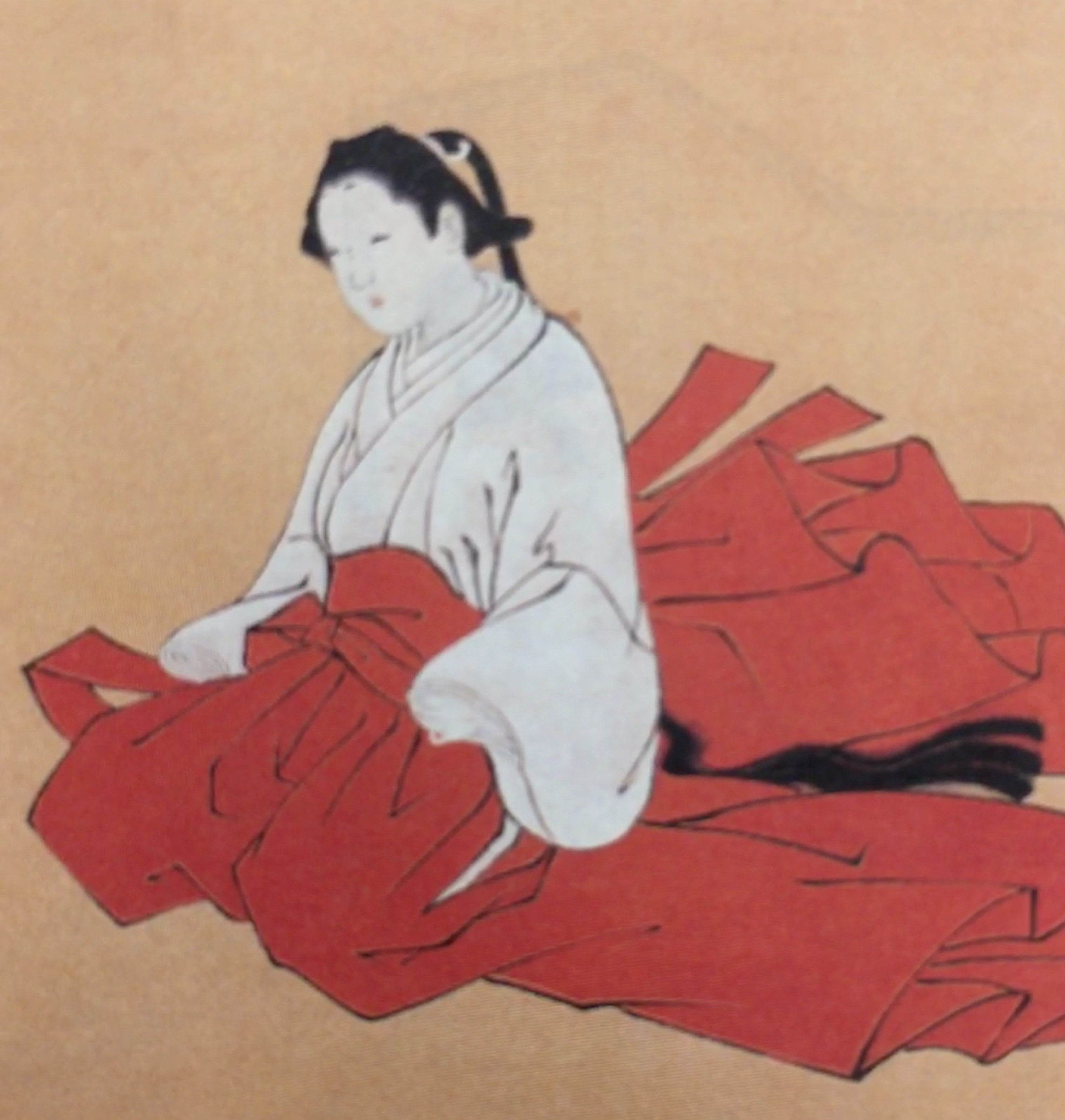
冬姫像(仙台市博物館蔵)

長松院（ちょうしょういん、元禄2年（1689年） - 延享2年7月20日（1745年8月17日））は、仙台藩の第5代藩主伊達吉村の正室で、第6代藩主伊達宗村の生母。

## 生涯
元禄2年（1689年）、前中納言久我通名の娘として生まれる。諱は貞子、通称は冬姫。
元禄15年（1702年）に仙台藩世子・伊達吉村との縁談が持ち上がる。父の通名はこの時すでに出家の身であったため、冬姫は叔父・久我通誠の養女として嫁ぐことになった。2月27日に幕府から結婚の許可が下ると、3月18日に京で結納の儀を済ませ、4月3日に吉村の待つ江戸へと出立、21日に江戸へ到着し、26日に婚儀が行われた。
翌元禄16年（1703年）、夫・吉村が第5代藩主に就任すると、その正室として以後40年間にわたって仙台藩の奥を統括した。冬姫は仙台藩主の正室で最初の公家出身者であり、冬姫の代に整えられた風儀がその後の仙台藩の奥方における手本とされるようになるが、この奥方における改革は表方（藩政）における夫・吉村の改革に対応したものと見られている。
吉村との間に第6代藩主となった宗村など1男5女を産む。延享2年（1745年）7月20日死去。享年57。墓所は大年寺。法名は長松院殿法寿元栄大姉。

## 系譜
- 父：久我通名
- 母：松向殿（栄珠院）
- 養父：久我通誠（通名の弟）

- 夫：伊達吉村
  - 英姫 - 長女。早世
  - 和姫（村子） - 二女。岡山藩主池田継政室
  - 富姫（徳子） - 三女。宇和島藩主伊達村年室
  - 橘姫 - 四女。早世
  - 敏姫 - 五女。早世
  - 伊達宗村 - 四男。第6代藩主

- 兄弟姉妹
  - 広幡豊忠
  - 堀川広益
  - 女子 - 櫛笥隆兼室
  - 厚姫 - 越後長岡藩主牧野忠寿室
  - 孝姫 - 宮床伊達村胤（吉村の甥）室